# Viso del Marqués
Viso del Marqués ist eine spanische Gemeinde (Municipio) mit 2.081 Einwohnern (Stand: 2024) in der Provinz Ciudad Real in der autonomen Gemeinschaft Kastilien-La Mancha. Neben dem Hauptort Viso de Marqués gehören die Ortschaften Bazán, Estación de Peñalajo, San Bruno (auch Huerta de La Monja), Umbría de Fresnedas und Villalba de Calatrava.

## Geografie
Viso del Marqués liegt etwa 60 Kilometer südsüdöstlich von Ciudad Real in einer Höhe von ca. 785 m. Durch die Gemeinde führt die Autovía A-4. Im Osten der Gemeinde liegt der Flugplatz Viso del Marqués. 
Kalte Winter und heiße Sommer mit wenig Niederschlag sind charakteristisch für das mediterran-kontinentale Klima.

## Bevölkerungsentwicklung
| Jahr      | 1970 | 1981 | 1991 | 2001 | 2011 | 2021 |
| Einwohner | 4369 | 3298 | 3287 | 3035 | 2755 | 2224 |

## Kulturelles Erbe
- Kirche Mariä Himmelfahrt (Iglesia de Nuestra Señora de la Asunción)
- Palast der Marqueses von Santa Cruz, heute Generalarchiv der Armada Spaniens (Archivo General de la Marina Álvaro de Bazá)
- Johanniskapelle
- Marienkapelle

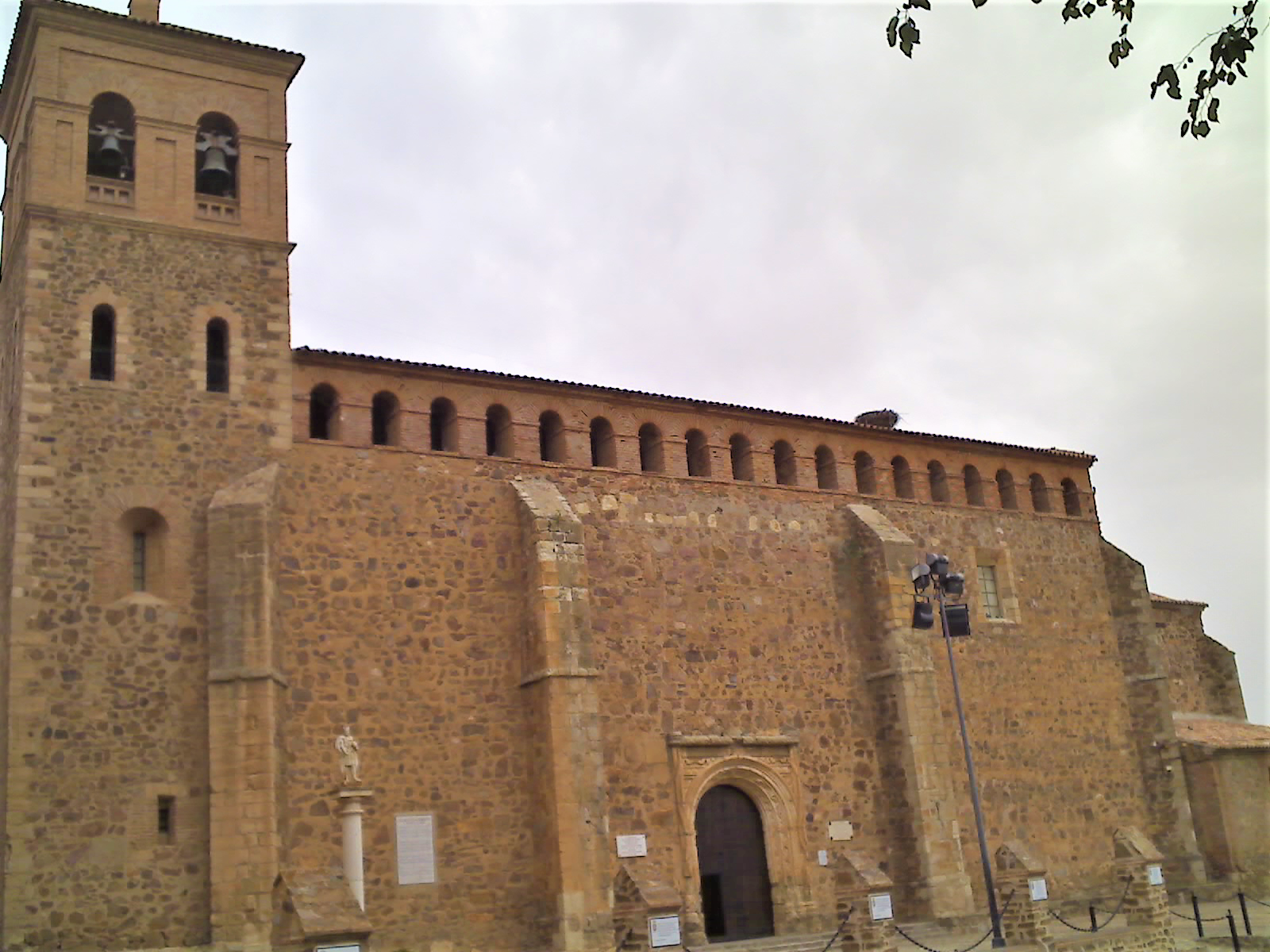
Kirche Mariä Himmelfahrt
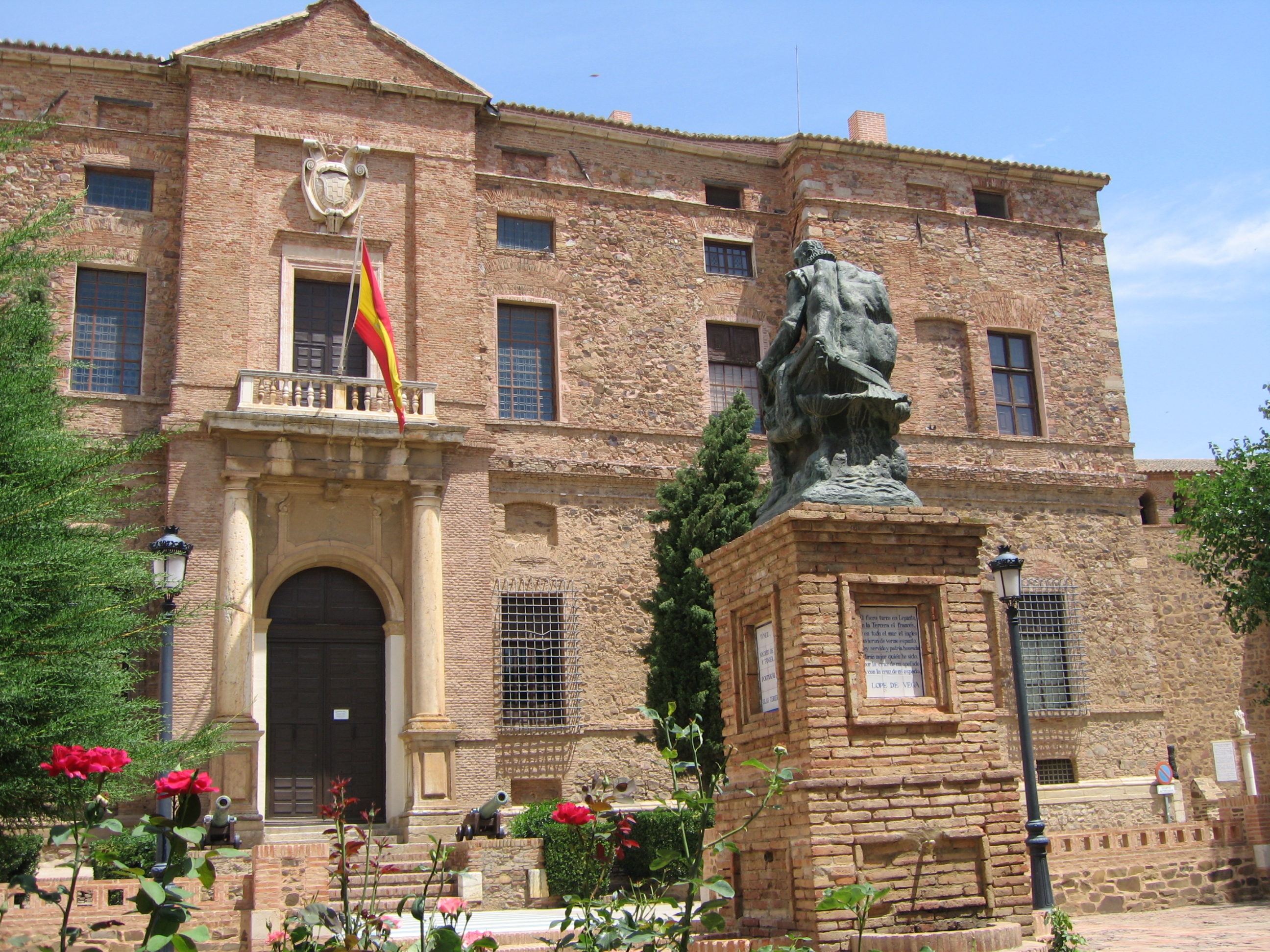
Palast der Markgrafen von Santa Cruz

## Gemeindepartnerschaft
Mit der spanischen Stadt Burjasot in der Autonomen Gemeinschaft und Provinz Valencia besteht eine Partnerschaft. 

## Persönlichkeiten
- Micaela de Luján (1570–1614), Schauspielerin